# Васюник, Иван Васильевич
Иван Васильевич Васюник (укр. Іван Васильович Васюник; род. 7 июля 1959, Великий Любень, Львовская область) — украинский политик.

## Образование
В 1981 году окончил Львовский национальный университет имени Ивана Франко, профессия — организация механизированной обработки экономической информации, инженер-экономист. Кандидат экономических наук с 1989 года, доцент.

## Трудовая деятельность
В 1981—1985 годах — секретарь комитета комсомола Львовского университета. Был членом КПСС и парткомитета университета. Затем на преподавательской работе.
Февраль 1993 — март 1995 — первый заместитель генерального директора, генеральный директор Львовского института менеджмента.
Апрель 1994 — апрель 1997 — руководитель группы советников первого вице-премьер-министра Пинзеника.
Июнь 1997 — февраль 2000 и с августа 2001 по апрель 2002 — директор ОО «Институт реформ», Киев.
Февраль 2000 — май 2000 — советник премьер-министра В. Ющенко, заместитель руководителя Службы премьер-министра.
В апреле 2002 года избирается народным депутатом Украины от блока Наша Украина, номер 43 в списке.
После победы В. Ющенко на президентских выборах назначен первым заместителем в Секретариат Президента Украины, присвоенный 1 ранг государственного служащего с июня 2005 года. Остается одним из немногих соратников, кто все время был рядом с президентом во время многочисленных кадровых перестановок.
На парламентских выборах 2007 года был заместителем руководителя избирательного штаба блока «Наша Украина — Народная Самооборона».
В 2006 году в «Топ-100» самых влиятельных украинские журнала «Корреспондент» Иван Васюник занял 44-ю позицию.
В 2007 году в рейтинге «Топ-100» самых влиятельных украинские журнала «Корреспондент» Иван Васильевич занял 63-е место.
С 18 декабря 2007 до 11 марта 2010 года был вице-премьером в втором правительстве Юлии Тимошенко.
Член Координационного совета по подготовке финальной части чемпионата Европы 2012 года; Председатель наблюдательного совета НСК «Олимпийский».

## Семья
Женат. Жена Леся Васюник — учредитель ООО «Центрреконструкция». Васюники воспитывают двоих детей.